# Бинока (Бјела)
Бинока је насеље у Италији у округу Бијела, региону Пијемонт.
Према процени из 2011. у насељу је живело 44 становника. Насеље се налази на надморској висини од 221 м.